# Geschwistertest
Mit einem Geschwistertest lässt sich, analog zu einem Vaterschaftstest, durch die Untersuchung gewisser genomischer DNA-Bereiche, der Grad der Verwandtschaft der Geschwister berechnen. Anwendung findet diese spezielle Art einer Abstammungsuntersuchung dann, wenn der mutmaßliche Vater (der so genannte Putativvater) nicht getestet werden kann. In Fachkreisen wird eine solche Abstammungskonstellation etwas unglücklich als Defizienzfall bezeichnet.
Als Kompensation für die DNA des mutmaßlichen Vaters kann stellvertretend für diesen die Erbsubstanz eines nahen Verwandten (Bruder, Schwester oder der Vater beziehungsweise die Mutter des möglichen Vaters) untersucht werden. Ziel eines Geschwistertests (ab mindestens zwei Geschwistern) ist es, herauszufinden, ob beide Geschwister denselben Vater haben. Die mathematische Formulierung des Problems bedient sich des Satzes von Bayes über bedingte Wahrscheinlichkeiten, welcher im 18. Jahrhundert aufgestellt wurde, und lautet hier:
- Hypothese H0 nimmt an, dass beide Geschwister Vollgeschwister sind, und die
- Alternativhypothese H1 geht davon aus, dass beide Geschwister verschiedene Väter haben.

Grundlage für die Berechnung der Wahrscheinlichkeiten der beiden Hypothesen sind die im molekularbiologischen Labor bestimmten DNA-Profile (genetische Fingerabdrücke) der getesteten Personen. Der Verwandtschaftsgrad lässt sich über genetische Gemeinsamkeiten der Geschwister berechnen. In die Berechnung geht auch ein, ob ein gemeinsames Erbmerkmal häufig oder eher selten in der betrachteten Bevölkerungsgruppe vorkommt. Dabei ist klar, dass ein unter den Geschwistern gleiches Erbmerkmal, welches nur selten beobachtet wird, die Wahrscheinlichkeit der Abstammung erhöht.
Wenn man mehr als zwei Geschwister testet, kann man schon mit bloßem Auge erkennen, ob auf einem Genort vielleicht Allele von mehr als zwei Personen zu erkennen sind. Ist dies der Fall, ist es ein starkes Argument dafür, dass eines der Geschwister einen anderen Vater besitzt als die anderen. Für die quantitative Betrachtung der gesamten Analyse ist es aber unerlässlich, die Formeln für die Wahrscheinlichkeitsquotienten der aufgestellten Hypothesen zu den einzelnen Abstammungsszenarien abzuleiten.